# نوئبالس
نوئبالس (به اسپانیایی: Nuévalos) یک دهستان در اسپانیا است که در استان ساراگوسا واقع شده‌است. نوئبالس ۴۱ کیلومتر مربع مساحت و ۳۸۴ نفر جمعیت دارد.